# Jan de Kreek
Hendrik Jan de Kreek (Deventer, 11 oktober 1903 - Deventer, 14 februari 1988) was een Nederlands voetballer. Hij kwam uit voor dvv Go Ahead, waaruit later Go Ahead Eagles zou ontstaan, en het Nederlands elftal
De Kreek was op en top een Go Ahead man. Zijn hele familie was bij de club betrokken. In Deventer was hij als speler jarenlang de bejubelde, productieve midvoor. Na zijn honderden doelpunten bleef hij Go Ahead op een ander vlak dienen: hij werd terreinknecht van de club. Vanaf het eind van de jaren twintig tot midden jaren dertig had Go Ahead een zeer sterke ploeg met onder anderen de internationals Jan en Leo Halle.
Met Go Ahead werd De Kreek in 1930 landskampioen nadat de beslissende wedstrijd in de kampioenscompetitie tegen Blauw-Wit met 5-3 gewonnen werd. In 1933 werd hij met Go Ahead nogmaals landskampioen. Nu werd de beslissende wedstrijd in de kampioenscompetitie tegen PSV met 3-0 gewonnen. In de kampioenscompetities liet Jan de Kreek keer op keer zien als aanvalsleider uit het goede hout gesneden te zijn. Tussen 1929 en 1935 plaatste Go Ahead zich als kampioen van het oosten vijf keer voor de strijd om de nationale titel, en in die series van in totaal 40 wedstrijden scoorde De Kreek zevenentwintigmaal.
Jan de Kreek was bovenal een echte clubspeler. In het jaar van Go Aheads eerste landstitel mocht hij drie keer als midvoor aantreden in Oranje. Toen kon hij zijn faam als goalgetter niet bevestigen. In drieënhalf uur interlandvoetbal scoorde hij niet eenmaal. Dat kostte hem als international de kop. Hij moest plaatsmaken voor de Ajacied Piet van Reenen, maar toen ook deze Goaltjes-Piet de bal er niet in kreeg, werd de weg vrijgemaakt voor de Rotterdamse reus Wim Lagendaal. Die scoorde wel: dertien doelpunten in vijftien interlands.
Toen De Kreek in 1935 aan de slag ging als terreinknecht werd hij door de NVB terstond als prof aangemerkt waardoor hij meteen niet meer mocht voetballen. Bij de invoering van het professionele voetbal in 1954 kreeg De kreek het bericht dat hij weer als amateur gezien werd. Hij werkte tot zijn pensioen bij Go Ahead.

## Interlands
- 6 april 1930 Nederland - Italië 1 - 1
- 4 mei 1930 Nederland - België 2 - 2
- 18 mei 1930 België - Nederland 3 - 1